# Associazione Sportiva Vittorio Veneto 1942-1943
Questa voce raccoglie le informazioni riguardanti l'Associazione Sportiva Vittorio Veneto nelle competizioni ufficiali della stagione 1942-1943.

## Rosa
| N. |                   | Ruolo | Calciatore       |
| -- | ----------------- | ----- | ---------------- |
|    | Italia (bandiera) | D     | Giuseppe Barbone |
|    | Italia (bandiera) | C     | Dino Barluzzi    |
|    | Italia (bandiera) | A     | Ugo Bellati      |
|    | Italia (bandiera) | P     | Mario Benetti    |
|    | Italia (bandiera) | C     | Mario Bianchini  |
|    | Italia (bandiera) | C     | Sergio Carlot    |
|    | Italia (bandiera) | A     | F. De Gregori    |
|    | Italia (bandiera) | C     | G. De Marchi     |

| N. |                   | Ruolo | Calciatore           |
| -- | ----------------- | ----- | -------------------- |
|    | Italia (bandiera) | P     | N. De Vitali         |
|    | Italia (bandiera) | D     | Gianpietro Michelini |
|    | Italia (bandiera) | P     | M.A. Nardari         |
|    | Italia (bandiera) | A     | S. Petrocchi         |
|    | Italia (bandiera) | A     | A. Pin               |
|    | Italia (bandiera) | C     | Cesare Pilla         |
|    | Italia (bandiera) | A     | Otello Schiavon      |
|    | Italia (bandiera) | D     | Renato Vincenzi      |